# Jorol
Jorol (ucraniano: Хоро́л) es una ciudad de Ucrania perteneciente al raión de Lubný de la óblast de Poltava.
En 2022, la ciudad tenía una población de 12 540 habitantes. Es sede de un municipio con una población total de unos treinta mil habitantes, que abarca, además de Jorol, 92 pueblos. El municipio se formó en 2020, al unificarse en un solo ayuntamiento todas las localidades que hasta entonces formaban el raión de Jorol.
Se ubica unos 25 km al sureste de la capital distrital Lubný, junto a la carretera M03 que lleva a Poltava. Por el casco urbano fluye el río Rudka, a 4 km de su desembocadura en el río Jorol.

## Historia
Se conoce la existencia de la localidad desde 1083, cuando se menciona en documentos de Vladímir II Monómaco. El asentamiento original fue destruido en la invasión mongola de la Rus de Kiev, y no se reconstruyó hasta finales del siglo XVI, cuando el área pertenecía a la República de las Dos Naciones. En el Hetmanato fue un miasteczko, sede de una sotnia del regimiento cosaco de Mýrhorod. En 1782, Catalina II de Rusia le dio el estatus de ciudad para albergar la sede de un uyezd. En 1802 pasó a formar parte de la gobernación de Poltava.
A mediados del siglo XIX tenía ya cuatro mil habitantes y albergaba cuatro ferias anuales. Se desarrolló notablemente a partir de 1888, cuando se abrió a las afueras de la ciudad una estación ferroviaria, en la línea de ferrocarril de Járkov a Nicolaiev. En 1923 se estableció aquí la sede del raión de Jorol, que existió durante casi un siglo. Antes de la formación del actual municipio en 2020, Jorol tenía su propio ayuntamiento urbano sin pedanías.